# Piero Scesa
Piero Scesa (Domodossola, 28 febbraio 1939 – Villadossola, 18 aprile 2022) è stato un calciatore italiano, di ruolo terzino destro.

## Carriera
Giocò in Serie A con Torino e Mantova.
Ha esordito giovanissimo nelle file della Virtus Villa di Villadossola, partecipante al campionato di Promozione.
Il 1º giugno 1967 faceva parte di quel Mantova che nell'ultima partita di campionato sconfisse l'Inter per 1-0, facendole perdere lo scudetto in favore della Juventus, che in casa sconfisse la Lazio per 2-1.

## Palmarès

### Club

#### Competizioni nazionali
- Serie B: 1

Torino: 1959-1960